# Liste der Biografien/Siz
Liste der Biografien |
Portal Biografien |
Personensuche
# |
A |
B |
C |
D |
E |
F |
G |
H |
I |
J |
K |
L |
M |
N |
O |
P |
Q |
R |
S |
T |
U |
V |
W |
X |
Y |
Z |
?
 
Sa |
Sb |
Sc |
Sd |
Se |
Sf |
Sg |
Sh |
Si |
Sj |
Sk |
Sl |
Sm |
Sn |
So |
Sp |
Sq |
Sr |
Ss |
St |
Su |
Sv |
Sw |
Sy |
Sz
 
Sia |
Sib |
Sic |
Sid |
Sie |
Sif |
Sig |
Sih |
Sii |
Sij |
Sik |
Sil |
Sim |
Sin |
Sio |
Sip |
Siq |
Sir |
Sis |
Sit |
Siu |
Siv |
Siw |
Six |
Siy |
Siz
Die Liste der Biografien führt alle Personen auf, die in der deutschsprachigen Wikipedia einen Artikel haben. Dieses ist eine Teilliste mit 10 Einträgen von Personen, deren Namen mit den Buchstaben „Siz“ beginnt.

## Siz

### Siza
- Sizabulos, Khagan
- Sizani, Stone (* 1954), südafrikanischer Politiker und Botschafter

### Size
- Size, Roni (* 1969), britischer DJ (Drum and Bass)
- Sizemore, Tom (1961–2023), US-amerikanischer SchauspielerTom Sizemore (1961–2023)

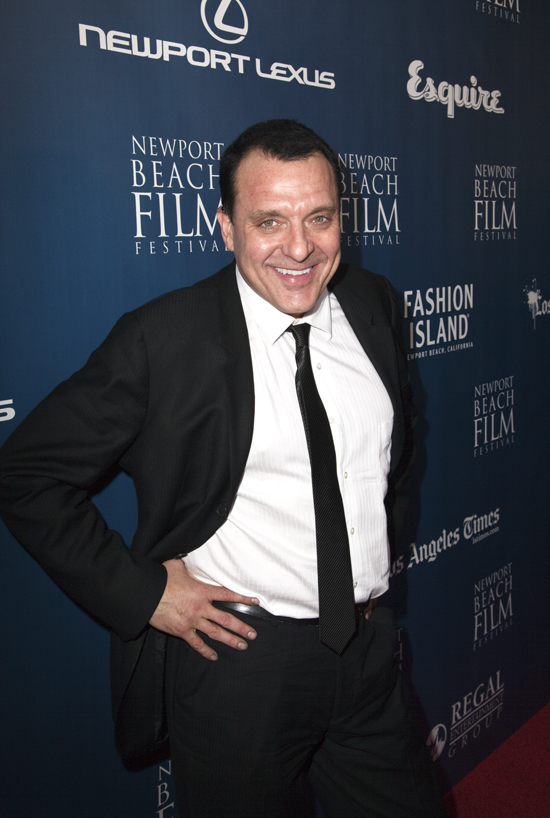
Tom Sizemore (1961–2023)

### Sizm
- Sizmann, Rudolf (1929–1993), deutscher Physiker

### Sizz
- Sizzerhand, Edward, US-amerikanischer Musikproduzent
- Sizzla (* 1976), jamaikanischer Ragga- und Dancehall-Sänger
- Sizzo de Noris, Cristoforo (1706–1776), Fürstbischof von Trient
- Sizzo de Noris, Gustav Heinrich Maria Graf (1873–1943), italienisch-österreichisch-ungarischer Diplomat, Statthalter des Ritterorden vom Heiligen Grab zu Jerusalem in Österreich
- Sizzo III. († 1160), Graf von Schwarzburg und Käfernburg